# Feindflug
Feindflug est un groupe allemand d'électro-industriel, originaire de Chemnitz.

## Histoire
Le groupe est formé en 1995 à Chemnitz par Banane, alors disc jockey, et Felix. Machtwechsel est écrit pour servir d'intro aux sets de DJ de Banane, et étant donné le succès de ce morceau d'autres sont écrits et le groupe est lancé.
En 2004, le groupe est invité à se produire à la 13e édition du festival Wave-Gotik-Treffen à Leipzig, en Allemagne. En 2005, il enregistre son show Cyborg Attack au K17 de Berlin. En 2006, le groupe se produit à la 15e édition du festival Wave-Gotik-Treffen à Leipzig. En 2010, le groupe se produit au festival de musique E-tropolis à Berlin. En 2011, le groupe s'est produit lors de la 20e édition du festival Wave-Gotik-Treffen à Leipzig, et lors de la 6e édition de l'Amphi Festival à Cologne, en Allemagne. 

## Style musical et thèmes
Les seules voix que l'on peut entendre sont des samples, la plupart du temps tirés de films doublés en allemand ou d'extraits d'Adolf Hitler ou de Klaus Kinski,.
Jeffrey Andrew Weinstock et Isabella van Elferen qualifient le groupe de martial industrial et de néofolk, « négociant le rôle du passé dans le présent ». Les thèmes et sujets récurrents sont les régimes autoritaires, la peine de mort et la guerre totale, en particulier la Seconde Guerre mondiale et le Troisième Reich.
Les critiques associent le groupe à la scène néo-nazie allemande, en raison des thèmes présentés dans leur musique et du graphisme de la pochette de leur album. Les membres du groupe s'opposent à cette critique et déclarent que leur style musical est destiné à refléter les problèmes qu'elle décrit, et non à les soutenir. La devise du groupe est « Utilise ton cerveau et réfléchis-y ! ». Feindflug déclare que « toute forme de glorification/trivialisation de la Seconde Guerre mondiale contredit l'intention de ce projet. Il s'agit plutôt de faire comprendre que cette période de l'histoire représente le début d'une nouvelle guerre technologique, dans laquelle l'individu est devenu/devient la victime des millions de fois » et que leur but est « d'essayer d'écraser le tabou en Allemagne, puisque la guerre est une grande partie de l'histoire de l'Allemagne ».

## Discographie
- 1997 : Feindflug (10. August 1940) (Erste Version  et Zweite / Dritte Version) (CD-R)
- 1998 : I./St.G.3 (MCD) (VAWS)
- 1999 : Feindflug „Feindflug [Vierte Version]“ (CD) (Black Rain)
- 1999 : Im Visier (MCD) (Black Rain)
- 2000 : Sterbehilfe (MCD) (Black Rain)
- 2002 : Hirnschlacht (CD) (Black Rain)
- 2003 : I./St.G.3 [Phase 2] (MCD) (Black Rain)
- 2004 : Kollaboration (LP) (Remix) (Black Rain)
- 2005 : Volk und Armee (CD) (Black Rain)
- 2006 : We’ll F*** You Up! (feat. Supreme Court) (split)
- 2006 : ...hinter feindlichen Linien (DVD) (Black Rain)
- 2009 : Feindflug „Feindflug [Dritte Version] (12" Double Picture Vinyl) (Black Rain)